# Бен-Тор, Амнон
Амнон Бен-Тор (ивр. אמנון בן-תור‎; 1935—2023) — израильский археолог, профессор эмерит археологического института Еврейского университета в Иерусалиме, один из ведущих специалистов в области библейской археологии.

## Биография
Амнон Бен-Тор родился в 1935 году. Получил образование в Еврейском университете в Иерусалиме. С конца 1950-х годов участвовал в археологических экспедициях по всей территории Израиля и за его пределами. В 1950-60-х годах работал в качестве полевого руководителя на раскопках в Хацоре под руководством Игаэля Ядина. В 1990 году он стал директором новых раскопок на этом памятнике и продолжал работу на протяжении более трёх десятилетий.
Бен-Тор умер в 2023 году в возрасте 88 лет.

## Археологическая деятельность
Бен-Тор проводил раскопки на ряде ключевых археологических объектов, включая Тель-Ярмут, Иокнеам, Тель-Кашиш, а также на Кипре (Афиену). Наибольшую известность ему принесла многолетняя работа в Тель-Хацоре — крупнейшем по площади библейском городе эпохи бронзы и железа, объекте Всемирного наследия ЮНЕСКО.
Под его руководством были выявлены новые слои застройки, включая предполагаемые остатки укреплений и административных сооружений периода Объединённого царства Израиля времён Соломона. Особое внимание в исследованиях Бен-Тора уделялось вопросу датировки так называемых «шестикамерных ворот» — архитектурного типа, также обнаруженного в Мегиддо и Гезере. В соответствии с «высокой хронологией» Ядина, Бен-Тор датировал эти сооружения X веком до н. э., что согласуется с описанием строительной деятельности Соломона в 3Цар. 9:15.

## Научная позиция
Амнон Бен-Тор придерживался умеренно-консервативной позиции в дебатах между «максималистами» и «минималистами» в библейской археологии. Он рассматривал библейские тексты как источник, способный содержать исторически достоверные сведения, если они подтверждаются археологическими данными. Его подход критически противопоставлялся «низкой хронологии», предложенной рядом исследователей, включая позднейших раскопщиков Мегиддо.

## Публикации
Бен-Тор являлся автором множества статей и редактором серийных публикаций отчётов о раскопках Хацора — «Hazor III—VII». В 2016 году он опубликовал научно-популярную книгу ‘‘Hazor: Canaanite Metropolis, Israelite City’’, в которой подвёл итоги своих многолетних исследований.

## Признание
В 2019 году Амнон Бен-Тор был удостоен Премии Израиля за выдающийся вклад в развитие археологических исследований. Он считается одним из последних представителей классической школы библейской археологии в Израиле.

## Память
После его смерти археологическое сообщество отмечало значение Бен-Тора как «современного царя Хацора» — фигуры, чьё наследие будет сохраняться в будущих исследованиях истории Древнего Израиля.